# SHOOT BOXING 2019 act.1
SHOOT BOXING 2019 act.1（シュートボクシング2019アクト1）は、シュートボクシングの大会の一つ。2019年2月11日、東京都文京区後楽で開催された。

## 大会概要
AbemaTVで生中継される事が発表されてから、初め開催された試合。ゲスト解説としてRENAが出演し、昨年末のRIZIN.14を欠場したことについて改めて謝罪を述べた。そのあと試合中は、解説者として放送席から試合を見守り、妹分であるMIOの試合でセコンドにも付いた。

## 試合結果
第1試合 67.0kg契約　フレッシュマンクラスルール　3分3R延長2R
◯  日本 村田義光 vs.  日本 石本裕一 ×
1R 1R2分41秒 終了 KO（※左膝蹴り）
第2試合 SB日本ヘビー級　エキスパートクラス特別ルール　3分3R延長無制限R
◯  日本 斐也 vs.  日本 マウンテンRYUGO ×
3R 終了 判定3-0（28－26、28－26、28ー25）
第3試合 SB日本女子ミニマム級（48.0kg契約）エキスパートクラス特別ルール　3分3R延長無制限R
◯  日本 MISAKI vs.  日本 MARI ×
3R 終了 判定3-0（30－29、30－29、29－28）
第4試合  SB日本スーパーウェルター級（70.0kg） エキスパートクラス特別ルール　3分3R延長無制限R
◯  日本 奥山貴大 vs.  日本 坂本優起 ×
3R 終了 判定2-0（29－28、29－29、29－28）
第5試合 SB日本フェザー級（57.5kg） エキスパートクラス特別ルール　3分3R延長無制限R
◯  日本 元貴 vs.  日本 手塚翔太 ×
3R 終了 判定2-0（30－29、29－29、30－28）
第6試合 62.0kg契約 エキスパートクラス特別ルール 3分3R延長無制限R
◯  日本 村田聖明 vs.  タイ ヒンチャイ・オー.センスックジム ×
3R 終了 判定3-0（三者とも30－27）
第7試合 68.0kg契約　エキスパートクラス特別ルール 3分3R延長無制限R　※肘打ちあり
◯  日本 宍戸大樹 vs.  日本 笹谷淳 ×
3R 終了 判定3-0（30－29、30－28、30－28）
第8試合 SB日本女子ミニマム級（48.0kg）エキスパートクラス特別ルール　3分3R延長無制限R
◯  日本 MIO vs.  日本 寺山日葵 ×
3R 終了 判定2-0（30－29、30－29、29－29）
第9試合 セミファイナル　SB日本スーパーバンタム級（55.0kg）エキスパートクラス特別ルール　3分3R延長無制限R
◯  日本 植山征紀 vs.  日本 安本晴翔 ×
3R 終了 判定2-0（30－27、29－29、29－28）
第10試合 メインイベント　65.0kg契約　エキスパートクラスルール　3分5R無制限延長R　※肘打ちあり
◯  日本 海人 vs.  タイ ポンシリー・ポーシリポン ×
3R 終了 判定（※三者とも50－46）